# Valdrada av Toscana
Valdrada (Gualdrada) av Toscana, död 997, var en dogaressa av Venedig, gift med Venedigs doge Pietro IV Candiano (r. 959-976).
Hon var syster till markis Hugo av Toscana, farfar till Matilda av Toscana. Hon erbjöds Pietro IV av kejsar Otto III så snart denne hade skilts sig från sin första gemål Giovanniccia Candiano. Hon medförde en stor hemgift av slott, gods och slavar, och det var också med henne dogen inrättade Mundio, en sed där dogen gav halva sin inkomst till sin gemål.
Valdrada blev impopulär i Venedig på grund av sin stolthet och arrogans, då hon ska ha behandlat venetianarna med förakt och bland annat hånat de hyllningar hon mottog. Hon hade dock en god relation till Pietro, som uppskattade den kungliga status hon gav honom genom att uppträda som en drottning: hon ska ha varit den första dogaressa som uppträda jämsides med dogen enligt ett närmast kungligt protokoll. Hon införde tjurfäktning, något som blev mycket populärt, och vid vilka hon presiderade och utdelade priser. Slaveri blev en fråga i Venedig under hennes tid, men då maken bad henne frige sina slavar vägrade hon med hänvisning till att hon var kejsarens undersåte snarare än venetianare.
976 gjorde venetianarna uppror, rökte ur familjen ur dogepalatset och lynchade Pietro IV och hans lille son, som han höll i sina armar. Valdrada bad förgäves för sonen, medan hon själv höll dottern Marina i famnen. Själv tilläts hon dock lämna staden med dottern, kanske för att undvika problem med kejsaren, och hon flydde till kejsarinnan Adelheid, som just då fanns i Verona. Hon ska enligt legenden ha krävt att kejsaren förstörde Venedig som hämnd. Hon begärde också tillbaka sin hemgift. Efter förhandlingar kom man fram till förlikning. Hon ska ha avgjort en formell förklaring om att en hustrus plats inte är att döma sin make, och fått tillstånd att slippa gå i kloster som änkedogaressa. Hon återvände sedan till sin brors hov i Toscana, där hon senare avled. Hennes dotter Marina blev senare gift med dogen Tribuno Memmo, som 990 avsattes, varav de båda gick i kloster.